# Władimir Krawcow
Władimir Nikołajewicz Krawcow (ros. Владимир Николаевич Кравцов, ur. 19 października 1949 w Olicie, zm. 2 grudnia 1999 w Moskwie) – radziecki piłkarz ręczny. Dwukrotny medalista olimpijski.
W reprezentacji Związku Radzieckiego rozegrał 159 spotkań i zdobył 335 bramek. Oprócz dwóch medali igrzysk olimpijskich – złota w 1976 i srebra w 1980 – sięgnął po srebro mistrzostw świata w 1978 i złoto w 1982. Był mistrzem kraju w 1974 i 1975.